# Glympis subochrotalis
Glympis subochrotalis là một loài bướm đêm trong họ Erebidae.